# نيك هولمز (مغني)
نيك هولمز (بالإنجليزية: Nick Holmes)‏ هو مغني بريطاني، ولد في 7 يناير 1971 في هاليفاكس في المملكة المتحدة.

## وصلات خارجية
- نيك هولمز على موقع IMDb (الإنجليزية)
- نيك هولمز على موقع ميوزك برينز (الإنجليزية)
- نيك هولمز على موقع أول ميوزيك (الإنجليزية)
- نيك هولمز على موقع ديسكوغز (الإنجليزية)
- نيك هولمز على موقع قاعدة بيانات الفيلم (الإنجليزية)